# Magdalena Fürst
Magdalena Fürst (geboren 1652 in Nürnberg; gestorben 1717 in Wien) war eine deutsche Blumenmalerin und Koloristin von Kupferstichen.

## Leben
Magdalena Fürst war die jüngste von acht Töchtern des Kunsthändlers und Verlegers Paul Fürst. Ihre Mutter war Susanna Helena, geborene Snellinck. Schon ihre ältere Schwester Rosina Helena Fürst realisierte für sich ein Leben als Künstlerin. Unterricht im Malen und Zeichnen erhielt Magdalena Fürst zunächst von Johann Thomas Fischer, später von Maria Sibylla Merian.
Sie war in erster Ehe seit 1683 mit Johann Jakob Trummer verheiratet. Danach heiratete sie den Verleger Rudolf Johann Helmers. Einige Jahre nachdem ihr zweiter Ehemann in Wien verstorben war, zog sie von Nürnberg nach Wien zu ihrem Bruder, wo sie wenige Wochen später verstarb.

## Werk
Magdalena Fürst zeichnete sich besonders im Kolorieren von Kupferstichen aus, wie sie es bei Fischer gelernt hatte. Sie kolorierte in achtjähriger Arbeit ein Exemplar des Hortus Eystettensis von Basilius Besler und Ludwig Jungermann, das sich in der Kaiserlichen Bibliothek zu Wien befindet.  Der Historiker Felix Joseph Limpowsky spricht von einem zweiten, von Fürst kolorierten Werk des Hortus Eystettensis, das von der Rathaus-Bibliothek zu Leipzig erworben wurde.
Ein anderes wichtiges Werk ist die Kolorierung eines Exemplars von J. Siebmacher’s großem und allgemeinem Wappenbuch, das an die Königlichen Bibliothek zu Berlin verkauft wurde. 
Ihr anderes Standbein waren Blumenzeichnungen auf Karten, die sie mit Saftfarben malte.